# Apollodorus van Athene
Apollodorus (Grieks: Ἀπολλόδωρος) van Athene (ca. 180 – 115 v.Chr.) was een Griekse filoloog, historicus en all-roundgeleerde.

## Biografie
In zijn geboortestad Athene was hij leerling van de stoïcijn Diogenes van Seleucia en daarna, in Alexandrië, van de filoloog Aristarchus van Samothrace. Hier, in Alexandrië, was hij een van de illustere bibliothecarissen van de Alexandrijnse Bibliotheek. Samen met andere geleerden werd hij echter in 145 v.Chr. uit Alexandrië verdreven, waardoor er een einde kwam aan zijn samenwerking met zijn meester Aristarchus. Apollodorus week toen tijdelijk uit naar Pergamum, en keerde vandaar naar Athene terug, waar hij ook overleed.

## Werken
Apollodorus schreef een reeks indrukwekkende en belangrijke werken van de meest uiteenlopende aard (onder meer over theologie, geschiedenis, etymologie, grammatica en aardrijkskunde), die reeds in de oudheid algemene waardering genoten.
Overzicht van zijn werken:
- Over de Goden (Περὶ θεῶν, in 24 boeken) was een rationalistische beschrijving van goden en goddelijke verschijnselen, die op enkele fragmenten na verloren is gegaan.
- 4 boeken Chronika (Χρονικά of Χρονικὴ σύνταξις), opgedragen aan Attalus II van Pergamum, waar hij had verbleven.
Het is een Griekse geschiedenis vanaf de Trojaanse Oorlog tot 144 v.Chr.; later werd het werk aangevuld met gebeurtenissen tot ca. 119 v.Chr., dat wil zeggen kort vóór zijn dood. Het is niet zeker of deze aanvullingen wel van zijn hand zijn.
- Ook schreef hij een 12-delig, uitgebreid geografisch commentaar bij de scheepscatalogus in de Ilias van Homeros, zich onder meer baserend op Eratosthenes. Van dit werk zijn grote delen bewaard gebleven; Strabo vermeldt dit werk als een belangrijke bron voor zijn eigen werk.
- In de geest van andere Alexandrijnse filologen gaf hij in meerdere boeken studies over de Griekse komedie, o.a. over het werk van Epicharmus van Syracuse.
- Ten onrechte wordt hem het bewaard gebleven werk Bibliotheca (Βιβλιοθήκη) toegeschreven, een studie van de Griekse heldensagen en een weinig kritische samenvatting van de traditionele mythologie van de Grieken. Het werk begint met het ontstaan van de goden en behandelt verschillende sagenkringen inclusief die van de Trojaanse cyclus. Op grond van interne criteria kan men de Bibliotheca veeleer in de 1e of 2e eeuw na Chr. dateren.